# Claude de Bullion

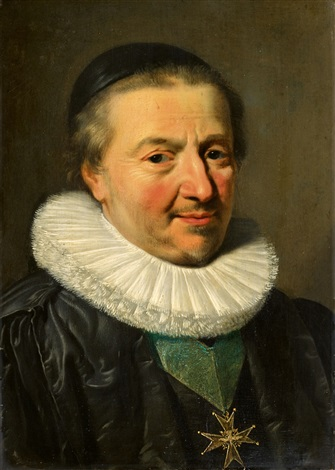
Philippe de Champaigne, Porträt von Claude de Bullion, 17. Jahrhundert

Claude (III.) de Bullion (getauft 13. Oktober 1569 in der Kirche Saint-André-des-Arts in Paris; † 22. Dezember 1640 ebenda) aus der Familie Bullion  war ein französischer Aristokrat und Politiker, der unter Ludwig XIII. von 1632 bis 1640 als Surintendant des Finances diente. Er war ein enger Verbündeter des Kardinals Richelieu.

## Leben
Claude de Bullion war der Sohn von Jean (III.) de Bullion, Seigneur d’Arcy, Layé und Sénécé, Maître des requêtes († vor 1612), und Charlotte de Lamoignon. Er wurde 1594 Jurist im Parlement von Paris und kaufte 1595 das Amt eines Conseillers ebenda. Im Jahr 1605 wurde er wie sein Vater Maître des requêtes, im Jahr 1606 Conseiller d’État und am 4. Juli 1607 Président des Parlement de Dauphiné in Grenoble.
Im Jahr 1612 war er Surintendant de Navarre und – unter dem Namen Seigneur de  Bonnelles – Kommissar des Königs bei der reformierten Versammlung in Saumur, 1615 wurde er Kanzler der Königin Anne d’Autriche, 1616 Prévôt de Paris und Conseiller d’honneur au parlement de Paris.
Als nach dem zweiten Erbfolgekrieg von Montferrat Karl Emanuel I. von Savoyen sich Frankreich annäherte, führte sein Sohn Kardinal Moritz von Savoyen ab 1618 Verhandlungen mit Claude de Bullion über eine Heirat von Karl Emanuels Sohn Viktor Amadeus mit der französischen Prinzessin Christina. Der Heiratsvertrag wurde am 11. Januar 1619 unterschrieben, die Hochzeit fand am 13. Februar in Paris statt.
1629 wurde Claude de Bullion Conseiller d’Etat ordinaire. Am 29. März 1632 gehörte er zu den Unterzeichnern des Vertrags von Saint-Germain-en-Laye, durch den Neufrankreich von England an Frankreich zurückgegeben wurde. Am 4. oder 5. August 1632 wurde er Surintendant des Finances (zusammen mit Claude Bouthillier). Vom 28. Februar 1633 bis 1636 war er außerdem Kanzler und Siegelbewahrer des Ordens vom Heiligen Geist. Im Februar oder März 1636 wurde er Président à mortier (das Amt wurde vom König zu seinen Gunsten geschaffen). Die Schöpfung des Louis d’or 1640/41 ist ebenfalls auf ihn zurückzuführen.
Claude de Bullion starb am 22. Dezember 1640 in Paris an Apoplex und wurde aufgrund seiner Unbeliebtheit als Finanzminister nachts beigesetzt. Sein Grabmal wurde während der Französischen Revolution zerstört.

## Ehe und Nachkommen
Er war seit 1612 mit Angélique Faure verheiratet. Ihre Kinder sind:
- Noël (* 1615; † 3. August 1670) Marquis de Gallardon et du Bullion, Conseiller d’État, Schriftführer des Ordens vom Heiligen Geist; ⚭ (Ehevertrag 24. Februar 1639) Charlotte de Prie (* um 1622; † 14. November 1700), Tochter von Louis de Prie, Marquis de Toucy, und Françoise de Saint-Gelais-Lusignan – Nachkommen : die Marquis de Gallardon et du Bullion
- Marie († 11. Mai 1649); ⚭ Pomponne II. de Bellièvre, Erster Präsident des Parlements von Paris
- François, genannt Marquis de Montlouet, Marquis de Maule; ⚭ Louise Henriette Rouault, Dame de Thiembronne († April 1687), Tochter von Aloph Rouault und Marguerite du Breuil de Théon – Nachkommen: die Marquis de Montlouet
- Claude (IV.) (* 1624; † 14. Januar 1677), Marquis d’Attily, Surintendant des Finances; ⚭ Perrette Meusnier (* 1626; † 13. Dezember 1706), die vor ihrer Ehe Zimmermädchen bei ihrer Schwägerin Rouault war – Nachkommen: die Marquis d’Attily et de Longchêne
- Pierre († 13. November 1659), Abt von Saint-Faron de Meaux, Beichtvater Ludwigs XIII.

## Immobilienbesitz
Claude de Bullion war Marquis de Gallardon, et de Bullion, Baron de Montlouet et de Maule (23. Mai 1637 gekauft), Seigneur de Bonnelles (1602 von seiner Tante Henriette de Lamoignon geerbt), d’Esclimont (1639 gekauft), de Pampou, des Carneaux (1611), de Brie-Comte-Robert, de Villiers et de L’Aunay, de Bauloy et de Bargny, de Crespières et de Wideville (29. September 1630 gekauft), de Champs-sur-Marne, de Longchêne, de Fervaques et d‘Atilly. In Paris besaß er ein Hôtel particulier in der Rue Platriére (heute Rue Jean-Jacques Rousseau), später baute er in Paris das Hôtel Bullion in der Rue Coq-Héron 9 (beide im 1. Arrondissement), das zwei Galerien aufwies.

## Claude de Bullion als Gläubiger
Unter den Personen, die Bullion Geld schuldeten, sind:
- César de Bourbon, Duc de Vendôme (144.000 Livres),
- Louis de Valois, später Duc d’Angoulême (60.000 Livres),
- François de Béthune, Duc d’Orval (18.000 Livres),[5]
- Pierre Séguier, Kanzler von Frankreich (50.000 Livres),
- Louis de La Trémoïlle, Pair de France (50.000 Livres),[6]
- Isaac de Pas, Marquis de Feuquières (45.000 Livres),
- Henri Hurault de L’Hôpital de Bellesbat (33.000 Livres),[7]
- Marie de Vignerot, Duchesse d’Aiguillon (20.000 Livres).